# Eutelsat 36B
Eutelsat 36B (vormals Eutelsat W7) ist ein Kommunikationssatellit der European Telecommunications Satellite Organization Eutelsat mit Sitz in Paris.

## Geschichte
Er wurde am 24. November 2009 durch International Launch Services (ILS) mit einer Rakete vom Typ Proton von Baikonur aus ins All gebracht und soll Eutelsats SESAT 1 ersetzen. 9 Stunden und 12 Minuten später setzte die Oberstufe Bris-M den Satelliten auf der vorgesehenen geostationären Position bei 36° Ost ab. Der Start sollte ursprünglich mit einer Sea Launch erfolgen. Nachdem Sea Launch Eutelsat bestätigte, dass der Start nicht innerhalb des vereinbarten Zeitraums möglich sei, entschied sich Eutelsat für die Proton.
Am 1. März 2012 hat Eutelsat die Namen seiner Satelliten rund um den Markennamen vereinheitlicht, seither trägt er die Bezeichnung Eutelsat 36B.

## Empfang
Eutelsat 36B ist kopositioniert mit Eutelsat W4 und verdoppelt die bisherigen Kapazitäten für Daten- und Multimediadienste in Europa, Russland, Zentralasien und Afrika. Er ist mit 70 Ku-Band Transpondern mit 5 zum Teil steuerbaren Sendebereichen ausgestattet.